# Egghead & Twinkie
Egghead & Twinkie ist eine Filmkomödie von Sarah Kambe Holland. Darin gesteht ein junger Mann seiner besten Kindheitsfreundin seine romantischen Gefühle, die sie jedoch nicht erwidern kann. Der Film feierte Anfang März 2023 im Rahmen des Cinequest Film Festivals seine Premiere.

## Handlung
Egghead und Twinkie sind seit der ersten Klasse beste Freunde und teilen ihre Liebe zu Slushies, Brezeln, Anime und Fahrradfahren. Sie gehen zusammen zur Schule, arbeiten für dieselbe Firma und halten an der Straße Werbeschilder in die Luft, wobei sich Egghead immer als lächelnde Sonne verkleiden muss.

## Produktion
Egghead & Twinkie ist das Spielfilmdebüt von Sarah Kambe Holland. Sie führte Regie und schrieb auch das Drehbuch. Zuvor drehte sie einige Kurzfilme wie In Bloom und Lady Bikers of Kolkata. Im Jahr 2019 stellte sie bereits ihren Kurzfilm Egghead & Twinkie vor, der die gleiche Geschichte wie ihr Spielfilmdebüt erzählt.
Louis Tomeo und Sabrina Jie-A-Fa spielen in den Titelrollen Egghead und Twinkie. Für Tomeo ist es die erste Hauptrolle in einem Spielfilm, ebenso für Jie-A-Fa. Beide waren in diesen Rollen bereits in Hollands Kurzfilm zu sehen. Als Kinder werden sie von Bryson JonSteele und Janelle Pham gespielt. In weiteren Rollen sind J. Scott Browning als Scott Harris, Kelley Mauro als Lisa Harris, Roger Greco als Bob und Asahi Hirano als Jess zu sehen.
Die Premiere des Films erfolgte am 1. März 2023 im Rahmen des Cinequest Film Festivals. Ab Mitte März 2023 wurde er beim Flare London LGBTQ+ Film Festival und Ende des Monats beim Cleveland International Film Festival gezeigt. Im April 2023 erfolgten Vorstellungen beim Florida Film Festival. Im Mai 2023 wurde Egghead & Twinkie beim Seattle International Film Festival gezeigt und ab Mitte Juni 2023 bei Frameline47, im Juli 2023 beim Outfest Los Angeles LGBTQ+ Film Festival und Ende Oktober, Anfang November 2023 beim Austin Film Festival. Ende April 2024 wurde er beim Sunny Bunny Queer Film Festival vorgestellt.

## Rezeption

### Kritiken
Der Film konnte 94 Prozent aller bei Rotten Tomatoes aufgeführten Kritiker überzeugen bei einer durchschnittlichen Bewertung mit 7,7 von 10 möglichen Punkten.
Jennie Kermode schreibt in ihrer Kritik bei Eye for Film, anders als in so manchem Teenie-Film, wo eine Zurückweisung Anlass für Verbitterung, Groll oder Rache wäre, zeige Sarah Kambe Holland in ihrem wunderbar modernem, reifem Roadmovie, dass Liebe eine Kraft bleibt, auch wenn sie nicht erwidert wird, und dass die Liebe zwischen Freunden an sich wertvoll ist. Die Verwendung von Animation und einer Collage aus Fotografien und allgemein die Bildsprache mit eingeblendeten Textnachrichten und schriftlichen Notizen füge sich gut in die hybride Welt ein, in der die Jugend von heute lebt. Die Dialoge in dem großartigen Drehbuch seien natürlich und witzig und gleichzeitig aktuell, und man müsse nicht Teil dieser Generation sein, um sich mit den Charakteren des Films zu identifizieren.

### Auszeichnungen
Austin Film Festival 2023
- Auszeichnung mit dem Comedy Vanguard Feature Award[13]

Cleveland International Film Festival 2023
- Nominierung im Local Heroes Competition (Sarah Kambe Holland)

Florida Film Festival 2023
- Nominierung als Bester Spielfilm für den Grand Jury Award (Sarah Kambe Holland)[8]

Sunny Bunny Queer Film Festival 2024
- Lobende Erwähnung im International Feature Competition[14][15]